# Tyfus
Tyfus (lægelatin Febris typhoidea) er en kraftig blodforgiftning og den mest alvorlige af salmonellainfektionerne, som skyldes bakterien Salmonella typhi.
Sygdommen skyldes en særlig salmonellabakterie (Salmonella typhi), som overføres gennem forurenet mad og drikke. Sygdommen viser sig ofte først med vedvarende, høj feber, som senere kan ledsages af kraftig diarré. Sygdommen kan være livstruende, hvis den ikke behandles med antibiotika. Tyfus optræder hyppigst i Asien og Afrika.
Under 2. verdenskrig var tyfus også udbredt i Europa, bl.a. i de tyske koncentrationslejre og de russiske Gulag-lejre.
Tyfus må ikke forveksles med plettyfus, som skyldes Rickettsia-bakteriearter.

## Antibiotikaresistens
Antibiotikaresistente Salmonella typhi-stammer spredes hurtigt i disse år (2022) med mere end 11 millioner tilfælde om året med over 20% med dødelig udgang.

## Kendte personer, der er døde af sygdommen
- Komtesse Agnes Frijs døde af tyfus, ligesom Wilbur Wright (den ene af brødrene, der opfandt flyvemaskinen).[2]
- Som fange i Bergen-Belsen døde Anne Frank af sygdommen, som var udbredt i de tyske koncentrationslejre.[3]
- Dronning Victorias gemal, prins Albert, blev antaget at være død af sygdommen, men det er i dag omdiskuteret.[4]
- Louis Pio, der grundlagde den organiserede arbejderbevægelse i Danmark, døde i 1894 af tyfus i Chicago.[5]
- Alexander den Store død juni 323 f.Kr. i Babylon (i det nuværende Irak)